# Приволжская детская железная дорога
Приво́лжская де́тская желе́зная доро́га (до 2011 года — Малая Приволжская железная дорога, до 1961 года — Малая Сталинградская железная дорога) — узкоколейная детская железная дорога в городе Волгограде. Открыта 1 мая 1948 года, в настоящее время состоит из трех станций. Дорога используется ОАО «РЖД» для проведения уроков и практических занятий по программе внешкольного образования «Юный железнодорожник».

## История

### Создание дороги
Идея строительства детской железной дороги в разрушенном войной Сталинграде прозвучала еще в июле 1946 года, и уже месяц спустя, в августе этого же года, министерство путей сообщения СССР издало приказ «Об организации Детской железной дороги в Сталинграде».
Для дороги выделили территорию на месте подъездных железнодорожных путей к речному порту, где ранее находились причалы и склад грузового порта. В районе нынешнего комплекса Волгоградского речного вокзала был построен одноэтажный деревянный железнодорожный вокзал. Строительство дороги облагородило территорию набережной, и с момента своего открытия 1 мая 1948 года детская железная дорога стала одной из достопримечательностей города.
Маршрут протяженностью 3,15 километра между двумя станциями Пионерка (в устье реки Пионерка-Царица у впадения в Волгу) и Родимцево (у Стены Родимцева, район Панорамы «Сталинградская битва») проходил вдоль Волги по нижней террасе центральной набережной города. Дорога была построена на месте смычки Волго-Донской и Грязе-Царицынской железных дорог у реки Пионерка. Полотно этих железных дорог было сильно повреждено во время Сталинградской битвы, кроме того решение убрать полноценную железную дорогу с набережной города было принято еще до войны. 
Оборудование было вывезено из Германии по репарации: два узкоколейных паровоза железнодорожных войск вермахта HF110C (номера 11005 и 110025), четыре 4-осных деревянных пассажирских вагонов на базе немецких грузовых платформ. Пути с нестандартной для СССР шириной колеи 600 миллиметров были сделаны из разобранных военно-полевых узкоколейных железных дорог, построенных немцами в ходе наступления на Сталинград. Подобную ширину колеи в СССР имела только так же построенная из трофейного оборудования Карагандинская детская железная дорога. При строительстве детской дороги были использованы рельсы американской компании Lackawanna проката 1917 года и Катав-Ивановского завода князя Белосельского 1901—1907 годов. Их отдельные экземпляры сохранились.
Обе конечные станции были тупиковыми, поэтому от станции Родимцево до станции Пионерка паровоз шел в конце поезда тендером вперед.

### Изменение колеи и перенос маршрута
В 1957 году, в результате объединения Сталинградской железной дороги и Рязано-Уральской железной дороги была образована Приволжская железная дорога с управлением в городе Саратов. Поэтому в 1961 году, после переименования Сталинграда в Волгоград, Малая Сталинградская дорога, подчинявшаяся вновь образованной Приволжской железной дороге, получила название Малая Приволжская железная дорога, поскольку в Саратове не было своей детской железной дороги.
Уже в 1952 году началась реконструкция набережной, и часть Малой Сталинградской железной дороги была разобрана. В 1960 году ширина колеи была изменена на советский стандарт 750 миллиметров в связи с переходом на новый подвижной состав — тепловозы ТУ2 под номерами ТУ2-099 (предположительно в конце 1970-х передан на Бакинскую ДЖД) и ТУ2-251, мотовоз ТУ2М-040, вагоны Pafawag. На дороге ходило три состава: «Комсомолец», «Пионерия» и «Волгоград», каждый из трех-четырех вагонов разных цветов.
В 1978 году из-за строительства речного вокзала города и реконструкции набережной детская железная дорога была разобрана и в 1979 году временно перенесена в долину реки Царица (Пионерка), теперь она стала состоять из трёх станций: «Площадь Чекистов» (по имени находящейся рядом площади Чекистов), «Пионерская», и «Гаситель» (по имени памятника «Гаситель»). Протяжённость пути стала составлять 1,2 километра. После завершения работ на набережной места для детской железной дороги на ней не нашлось, поэтому временное место размещения стало постоянным.
В 1986 году тепловозы ТУ-251 были заменены на тепловозы ТУ7 (номера ТУ7-2698, ТУ7-2699).

### Реконструкция
В 1990-х года детская железная дорога пережила период упадка. Депо на станции «Площадь Чекистов» было передано в частную собственность и долгое время использовалось не по назначению. С 2000-х годов началось возрождение дороги. В декабре 2010 года с Камбарского машиностроительного завода на железную дорогу были доставлены два тепловоза ТУ7А (2009 года выпуска),  тепловоз ТУ10 № 004 (2010 года выпуска), и три вагона (2010 года выпуска). 
В 2011 году Малая Приволжская железная дорога была переименована и стала называться Приволжской детской железной дорогой. В 2013 было реконструировано здание депо, которое вновь стало использоваться по назначению. Собственником Приволжской детской железной дороги является Приволжская железная дорога ОАО «РЖД».
В 2017 году состоялась масштабная реконструкция детской железной дороги. Было построено новое депо с двумя стойлами и четырехэтажное административное здание. В административном здании находятся музей истории детской железной дороги, вокзал, учебные и хозяйственные помещения. В 2018 году открылся Кванториум — центр развития детей в области инженерных наук.

## Инфраструктура
С 1985 года протяженность главных путей дороги составляет 1112 метров, станционных путей – 699 метров. На детской магистрали размещены три посадочные платформы — «Площадь Чекистов», «Пионерская», и «Гаситель». Стрелочные переводы на всех станциях имеют ручной привод, сигнализация на пути отсутствует, на некоторых шпалах видна дата выпуска — 1911 год.
На дороге эксплуатируются три локомотива (один ТУ7А и два ТУ10), которые возят по три пассажирских вагона производства Камбарского машиностроительного завода. Есть два вагона польской фирмы Pafawag 1960 года постройки, которые прошли реставрацию силами воспитанников и инструкторов Приволжской детской железной дороги и используются в качестве передвижного музея.

## Программа образования
Приволжская детская железная дорога является заведением внешкольного образования по программе «Юный железнодорожник». Школьники 5—11 классов и учащиеся школы-интерната ОАО «РЖД» посещают занятия по различным железнодорожным дисциплинам. Практика проходит на детской железной дороге, на которой ребята работают машинистами, специалистами путевого и вагонного хозяйства, проводниками, дежурными по станции. Программа рассчитана на 3 года, по окончании проводятся экзамены и выдается диплом.
При железной дороге работает технопарк — Кванториум — с широким набором направлений таких как программирование, дизайн, и конструирование. Технопарк призван стимулировать интерес к сфере инноваций и высоких технологий и служит для подготовки кадрового резерва для ОАО  «РЖД».
В сезон (с мая по октябрь) посетители могут проехать на составе, управляемом юными железнодорожниками. В 2023 году 600 школьников совершили более 1 300 рейсов и перевезли 9 000 пассажиров.

## Галерея
- Виды Приволжской детской железной дороги
- Станция Пионерская
- Узкоколейный путь, проходящий под мостом через реку Царица